# NGC 744
NGC 744 (другое обозначение — OCL 345) — рассеянное звёздное скопление в созвездии Персей.
Этот объект входит в число перечисленных в оригинальной редакции «Нового общего каталога».
В NGC 744 обнаружены 3 затменные переменные двойные системы, а также одна переменная звезда типа Дельты Щита.